# Warren Chivers
Warren Houston „Winger“ Chivers (* 12. Dezember 1914 in Hanover, New Hampshire; † 18. August 2006 in Springfield, Vermont) war ein US-amerikanischer Skilangläufer und Nordischer Kombinierer.

## Leben
Sein Vater Arthur Houston Chivers war Professor am Dartmouth College in Hanover. Warren Chivers war der älteste von fünf Brüdern. Er studierte am Dartmouth College und trat für den Dartmouth Outing Club der Universität an, dem ältesten und größten Studentenverband für Natursport der Vereinigten Staaten. Im Outing Club war er Kapitän der Skimannschaft.
Von 1941 bis 1946 war Chivers Offizier bei den Luftstreitkräften der United States Navy, stationiert in Annapolis (Maryland), Chapel Hill (North Carolina) und Nordwestafrika. Zuletzt war er Kommandant der Naval Air Station DeLand in DeLand, Florida bis zur Auflösung der Air Station am 15. März 1946. Zurück in Neuengland schloss er sein Studium der Geologie am Dartmouth College ab. Danach nahm er eine Stelle als Skilehrer an der Vermont Academy an, einer weiterführenden Schule in Saxtons River, Vermont. Dort arbeitete er von 1940 bis 1970.
Er starb 2006 91-jährig an einer Lungenentzündung.

## Erfolge
Bei den Olympischen Winterspielen 1936 in Garmisch-Partenkirchen nahm er in zwei Disziplinen teil. Bei der 4-mal-10-Kilometer-Staffel war er der zweite Läufer im Team USA mit Berger Torrissen, Richard Parsons und Karl Magnus Satre. Von allen vier US-Amerikanern hatte er mit 44:24 Minuten die mit Abstand beste Zeit, es reichte für die Mannschaft jedoch nur zu einem elften Platz von 16 teilnehmenden Nationen. Zwei Tage später nahm er am 18-Kilometer-Lauf teil und wurde 48. von 75 startenden Teilnehmern.
Die US-amerikanische Meisterschaft in der Nordischen Kombination und im Langlauf gewann er 1937 in Minneapolis, Minnesota.
Für die Olympischen Winterspiele 1940 hatte er sich qualifiziert, die Spiele wurden jedoch abgesagt. Bei den Olympischen Winterspielen 1960 in Squaw Valley war er der Verantwortliche für die Zwischenzeiten. Mitte der 1960er-Jahre trainierte er das US-Jugendteam der Nordischen Kombination.
1971 wurde er in die U.S. Ski and Snow Board Hall of Fame aufgenommen, 1975 in die National Ski Hall of Fame und 2005 in die Vermont Ski Museum Hall of Fame.